# صوفيا بارنوك
صوفيا ياكوفليفنا بارنوك (30 يوليو 1885 (حسب التوقيت القديم)/11 أغسطس 1885 (حسب التوقيت الحديث) – 26 أغسطس 1933). شاعرة وصحفية ومترجمة روسية. منذ سن السادسة، كتبت الشعر بأسلوب تميز بالكامل عن الشعراء المهيمنين في عصرها، كاشفة عن أحاسيسها تجاه الثقافة الروسية، والهوية اليهودية والمثلية. إلى جانب عملها الأدبي، عملت صحفية تحت اسم مستعار هو أندريه بوليانين. يشار إليها باسم «سافو الروسية»، إذ كتبت علنًا عن علاقاتها المثلية السبع.
ولدت سونيا ياكوفليفنا بارنوخ لأسرة ميسورة الحال من اليهود الحرفيين في مدينة إقليمية خارج نطاق الاستيطان. توفيت والدتها بعد أن أنجبت شقيقيها التوأمين، وترعرعت في كنف والدها وزوجته، ما تركها تشعر بافتقار طفولتها للدعم العاطفي. منذ صغرها، عرفت بتميزها في كتابة الشعر، وتوجهها المثلي، وداء غريفز (الدراق الجحوظي)، ودينها، ما ميزها عن أقرانها.
بعد استكمال دراستها في مدرسة مارينسكايا الثانوية سنة 1905، انتقلت بارنوك إلى جنيف وحاولت دراسة الموسيقى، ولكنها افتقرت إلى أي دافع حقيقي وسرعان ما عادت إلى موسكو. لكي تنأى بنفسها عن سيطرة والدها واعتمادها المالي عليه، نشرت أول كتاب قصائد لها في العام 1906 تحت الاسم المستعار صوفيا بارنوك وتزوجت من فلاديمير فولكنشتاين في العام 1907. فشل زواجها بعد سنتين وبدأت عملها صحفية.
منذ عام 1913، أقامت بارنوك علاقات مع نساء فقط، واستخدمت علاقات الحب تلك لتغذية إبداعها. في سلسلة من العلاقات مع مارينا تسفيتايفا، ولودميلا إرارسكايا، وأولغا تسوبربيلر، وماريا ماكسكوفا ونينا فيدنييفا، دفعها وحيها لنشر خمس مجموعات من الشعر وكتابة العديد من نصوص الأوبرا، قبل أن يقتلها مرضها في عام 1933.
بعد منعها من نشر شعرها بعد عام 1928، أصبحت أعمال بارنوك منسية في معظمها إلى ما بعد الفترة السوفييتية. أدى اتساع المعرفة منذ ذلك الوقت إلى نشر أعمالها التي جمعت لأول مرة في عام 1979. في حين ركز المفكرون على علاقتها المكينة القديمة مع تسفيتايفا، إلا أن أفضل أعمالها هي تلك التي كتبت بعد عام 1928.

## نشأتها وتعليمها
ولدت سونيا ياكوفليفنا بارنوخ في 11 أغسطس 1885، في مدينة تاغانروغ لألكسندرا أبراموفنا (عائلتها قبل الزواج؛ أيدلسون)، وياكوف سولومونوفيتش بارنوخ. كانت تاغانروغ خارج نطاق الاستيطان ولم تشهد قط المذابح التي حصلت في مناطق أخرى من الإمبراطورية الروسية. كان والدها صيدلانيًا يهوديًا وصاحب محل للعطارة. كانت والدتها طبيبة، وهي من أولى الطبيبات في الإمبراطورية الروسية. كان أكبر الأطفال الثلاثة، بارنوخ، هو الوحيد الذي ربته والدتها، إذ توفيت ألكسندرا بعد وقت قصير من ولادة توأمها فالنتين (فاليا)، وييلزافيتا (ليزا). كانت العائلة مثقفة واهتم الأب بتدريس العائلة في المنزل حتى أصبح الأولاد جاهزين للالتحاق بالمدرسة الثانوية. منذ صغرهم، تعلموا القراءة وتلقوا التدريب بالفرنسية والألمانية، فضلًا عن الموسيقى. كتبت كل من بارنوخ وأخيها الشعر منذ الطفولة؛ بدأت الكتابة في سن التاسعة. استقدم فالنتين موسيقى الجاز في روسيا لاحقًا، وأصبحت يليزافيتا من المؤلفين البارزين لأدب الأطفال.
بعيد موت ألكسندرا، تزوج ياكوف من جديد بمعلمة الأولاد الخصوصية. في حين تربى الأولاد في سعة من العيش، إلا أنهم لم ينعموا بدعم عاطفي كافٍ من زوجة أبيهم. شعرت بارنوخ بأنها أجبرت على النضج بسرعة كبيرة ولم تعش طفولتها. في عام 1894، التحقت بالمدرسة الثانوية في مارينسكايا، ومنذ تلك الفترة، بدأت في كتابة القصائد بنهم، إذ أصدرت ما يقرب 50 قصيدة مثلت أعمال شبابها. بخلاف كتابات أخيها المراهق، لا تعكس أعمال بارنوخ التي تعود إلى تلك الفترة تأثيرات الفنانين من حركات الانحلال أو الرمزية الذين سادوا الساحة الأدبية في ذلك الوقت. عوضًا عن ذلك، استشف عملها مشاعرها، وتأجج من مثليتها الجنسية، وخيالها بمقصد نفسي أكثر منه فنيًا. من خلال شعرها، أصبحت غير مرتبكة بسبب عدم القبول، وبدأت تقبل ميولها الجنسي المثلي كميزة فطرية جعلتها فريدة ومختلفة. بالإضافة إلى ذلك، عانت من داء غريفز، الذي أثر في مظهرها وجعلها تشعر بأنها غير عادية على نحو متزايد، كما ارتباطها الشديد بالثقافة الروسية والديانة اليهودية، وهو موقف لا يشترك به أبوها غير المكترث بدينه، ولا بغض أخيها لروسيا والمعاداة التي واجهها.
في عام 1902، قضت بارنوخ الصيف في القرم، حيث مارست أول علاقة عاطفية مع ناديزدا بافلوفنا بوليكوفا، التي كانت ملهمتها للسنوات الخمس التالية. من تلك النقطة، تشكل نمط خاص بمحبي الوحي، ما غذى إبداع بارنوخ على مدى مسيرتها. لم يكن إخلاصها ملكًا لامرأة واحدة، رغم إلهام ناديا لها إلى جانب أخريات، إذ لم تكن أحادية العلاقات. مع اقتراب تخرجها، زاد التوتر في علاقة بارنوخ بوالدها أكثر فأكثر. أدى عدم تقبله لفشلها في توظيف نفسها بالكتابة فضلًا عن ميولها المثلية إلى الخلاف بينهما. تخرجت بالميدالية الذهبية (التي تعادل التسمية الغربية «بامتياز مع مرتبة الشرف») في مايو سنة 1903. لم يعرف أين عاشت السنين الثلاثة التي تلت، ولكن مع إشارات لاحقة حول معيشتها في موسكو مراهقة تحت رعاية يكاترينا غيلترز، هي راقصة باليه من فرقة باليه بولشوي، من المحتمل أنها قضت جزءًا على الأقل من وقتها هناك.
قبل ثورة سنة 1905 بوقت قصير، تعمدت بارنوخ ضمن الديانة الأرثوذكسية الروسية. عكست كتاباتها من تلك الفترة اهتمامًا جديدًا بالدين واستكشافا للمسيحية. لم يكن من غير المعتاد خلال ذلك الوقت من الأزمة التحول الديني للمثقفين الروس، في محاولة لتعزيز هدف قومي، بدلًا من إنكار إيمانهم. في سنة 1905، أقنعت بارنوخ والدها بأنها تريد دراسة الموسيقى في جنيف. فيما كانت تدرس في معهد جنيف للموسيقى، بدأت تتعرف على فلاديمير فولكنشتاين، شاعر شاب، ولاحقًا كاتب مسرحي، كان قد عبر عن اهتمامه بشعرها. كان الاثنان متوافقين في الطباع وازدرائهما للمدرسية الرمزية في الأدب، ووجدت في فولكنشتاين شريكًا لم يبد انزعاجًا من ميولها الجنسية، بل حكم على أعمالها بكونها حكايا رمزية ومجردة. في نهاية العام، ذهبت في رحلة إلى فلورنسا، إيطاليا، ورغم عودتها إلى جنيف، كان تسجيلها في معهد الموسيقى قصيرًا؛ وبحلول ربيع سنة 1906، كانت قد عادت إلى موسكو لتعيش مع ناديا بولياكوفا. أجبر عدم الاستقرار الذي تسببت به الثورة وعدم قدرتها على العثور على ناشر بارنوخ على العودة إلى منزل والدها في تاغانروغ في شهر يونيو. أجبر رفض والدها الترحيب بها وخفضه لمصروفها بارنوخ إلى البدء بالبحث جديًا عن ناشر. مستخدمة علاقتها مع فولكنشتاين كوسيلة مساعدة، طلبت منه مساعدتها في العثور على ناشر، وأمرته أن يطبع العمل تحت اسم صوفيا بارنوك لأنها تكره الحرف «خ». رغم أنها أرادت أن تكون قصيدة الحياة هي أول عمل أدبي ينشر لها، إلا أنه لم يطبع. عوضًا عن ذلك، كان «حديقة الخريف» أول عمل ينشر لها، ظهر في شهر نوفمبر 1906 في صحيفة «مجلة الجميع»، من تحرير فيكتور ميروليبوف. بعيد ذلك، انتهت علاقتها مع بولياكوفا.